# José Carlos da Costa Araújo
José Carlos da Costa Araújo, conegut com a Zé Carlos, (7 de febrer de 1962 - 24 de juliol de 2009) fou un futbolista brasiler.

## Selecció del Brasil
Va formar part de l'equip brasiler a la Copa del Món de 1990.